# Ohlebach
Der Ohlebach ist ein 22,8 km langer, südwestlicher und rechter Zufluss der Gersprenz im hessischen Landkreis Darmstadt-Dieburg.

## Geographie

### Verlauf
Der Ohlebach entspringt unter dem Namen Heubach im Wald südwestlich von Dorndiel und südlich der langen flachen Kuppe des Binselberges und der Alten Höhe. Er fließt zunächst nach Süden in Richtung der gleichnamigen Ortschaft Heubach, die er dann aber als Pferdsbach nach Westen durchfließt. Danach unterquert er die Bundesstraße 45, nimmt den ebenfalls teilweise Pferdsbach genannten Wiebelsbach auf und knickt in nördliche Richtung ab. Der Pferdsbach erreicht Groß-Umstadt, in dessen Stadtzentrum er verrohrt ist. Nach Groß-Umstadt durchfließt der Bach Richen, wo er den Namen Richer Bach trägt. Er verläuft nun, in mehrere Bacharme geteilt, nach Harpertshausen. Nördlich davon unterquert der Richer Bach die Bundesstraße 26 und bei Hergershausen die Trasse der Rhein-Main-Bahn. Beim Ort Sickenhofen fließt ihm der aus Langstadt kommende Länderbach zu. Dem Ohlebach wird an der Konfurter Mühle ein Teil der dort parallel verlaufenden Gersprenz zugeführt. In Babenhausen mündet er in die Gersprenz.

### Zuflüsse
Von der Quelle zur Mündung, Abschnittsnamen in Fettdruck.
Heubach
- keine Zuflüsse

Pferdsbach
- Mainborn (rechts)
- Wiebelsbach (links)
- Molsbach (links)
- Eichgraben (links)
- Wächtersbach (rechts)

Richerbach
- Raibach (rechts)
- Amorbach (rechts)
- Flurgraben (links)
- Länderbach (rechts)

Ohlebach
- keine Zuflüsse

### Flusssystem Gersprenz
- Fließgewässer im Flusssystem Gersprenz